# 横浜市立あざみ野第一小学校
横浜市立あざみ野第一小学校(よこはましりつ あざみのだいいちしょうがっこう）は、神奈川県横浜市青葉区あざみ野4丁目にある公立小学校。

## 沿革
- 1980年（昭和55年）4月 - 開校。
- 1982年（昭和57年）
  - 2月 - 校章発表。
  - 9月 - 校旗作成。
- 1983年（昭和58年）
  - 2月 - 校歌制定。
  - 7月 - ワイワイランド落成式。
  - 9月 - 夕涼み会開始。
- 1987年（昭和62年）6月 - 「さわやか運動」で緑区長より表彰。
- 1989年（平成元年）11月 - 創立10周年記念式典挙行。
- 1992年（平成4年）
  - 8月 - 合唱部が、NHK合唱コンクール神奈川大会で銀賞入賞。
  - 9月 - 第2土曜日の休日開始（月一回学校週五日制）。
- 1994年（平成6年）10月 - 創立15年記念式典挙行。
- 1999年（平成11年）
  - 6月 - はまっ子ふれあいスクール開始。
  - 11月 - 創立20周年記念式典挙行。
- 2002年（平成14年）4月 - 週五日制完全実施。
- 2003年（平成15年）11月 - ネットデイ実施。校内LAN開通。
- 2004年（平成16年）4月 - 学校2学期制実施。
- 2005年（平成17年）
  - 7月 - プレハブ図工室完成。
  - 8月 - 耐震補強・外壁補強塗装・ベランダ柵補強工事実施。
- 2006年（平成18年）
  - 2月 - はじめての畑の野菜（大根）を給食の食材に。
  - 4月 - 給食調理業務民間委託開始。
  - 10月 - トイレ改修工事（～翌年3月）。
- 2007年（平成19年）8月 - あざみルーム（特別支援教室）整備。
- 2009年（平成21年）
  - 3月 - 太陽光発電設備設置工事。
  - 4月 - 創立30周年記念航空写真撮影。
  - 12月 - 創立30周年記念式挙行。
- 2010年（平成22年）
  - 4月 - 「花いっぱい学校モデル事業」推進校として活動開始（～翌年3月）。
  - 7月 - 北側校舎耐震工事。
- 2012年（平成24年）1月 - 普通教室エアコン設置工事完了。
- 2014年（平成26年）3月 - 青葉区区制20周年と創立30周年の両記念航空写真撮影。
- 2015年（平成27年）3月 - 庭遊具配置換え及び改修。
- 2019年（令和元年）11月 - 創立40周年記念式挙行。
- 2020年（令和2年）4月 - この月から翌月にかけて、新型コロナウイルス感染症拡大防止のため臨時休校の措置を採った。

## アクセス
- 東急バス「あ24」・「あ27」・「あ28」・「あ29」・「た26」・「た63」・「新23」の各系統で、「あざみ野団地」バス停から、約300m・約5分（直線距離では約150mと近いが、道路と校門の位置関係で遠回りとなる）。
- 東急電鉄田園都市線・横浜市営地下鉄ブルーラインあざみ野駅から、
  - 上述の東急バスで、「あざみ野団地」バス停まで3分、下車後徒歩。
  - 徒歩約1.2km・約18分。
- 東急電鉄田園都市線たまプラーザ駅から、上述の東急バスで、「あざみ野団地」バス停まで、「た63」で14分または「た26」で15分、下車後徒歩。
  - 但し、「た26」は、平日朝1本のみ運行。
- 小田急電鉄小田原線新百合ヶ丘駅から、上述の東急バス「新23」で、「あざみ野団地」バス停まで23分、下車後徒歩。

## その他
- あざみの花が象徴である。
- わいわいランドがある。